# Ithytrichia lamellaris
Ithytrichia lamellaris är en nattsländeart som beskrevs av Eaton 1873. Ithytrichia lamellaris ingår i släktet Ithytrichia och familjen smånattsländor. Arten är reproducerande i Sverige. Inga underarter finns listade i Catalogue of Life.